# 무라카미 세이이치로

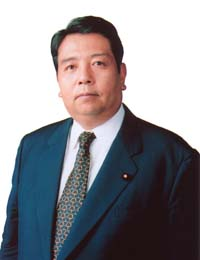
무라카미 세이이치로 (2004년 9월)

무라카미 세이이치로(村上誠一郎, 1952년 5월 11일 ~ )는 일본의 정치인이다. 자유민주당 소속 중의원 (11기)이다. 선거구는 에히메현 제2구이다.
부친은 무라카미 신지로(村上信二郎)이며 매제는 오카다 가쓰야이다.